# Augerella inserta
Augerella inserta är en stekelart som först beskrevs av Gupta 1962.  Augerella inserta ingår i släktet Augerella och familjen brokparasitsteklar. Inga underarter finns listade.